# Шиловское (Роменский район)

Шиловское (укр. Шилівське) — село,
Пустовойтовский сельский совет,
Роменский район,
Сумская область,
Украина.
Код КОАТУУ — 5924187907. Население по переписи 2001 года составляло 3 человека .

## Географическое положение
Село Шиловское находится на расстоянии в 1 км от сёл Скрипали и Галенково, в 5-и км — город Ромны.